# Aenne Heise
Aenne Heise (* 9. April 1895 in Gandersheim; † 3. September 1986 in Hannover; auch: Anna Dorette Frieda Johanna Heise) war eine deutsche Fotografin.

## Leben
Geboren im Gandersheim des Deutschen Kaiserreichs, ging Anna Heise nach dem frühen Tod der Eltern 1911 nach Celle. Im Ersten Weltkrieg arbeitete sie in Krankenhäusern in Berlin und Braunschweig. Nachdem sie sich acht Monate in der „Bakteriologisch-Chemischen Lehranstalt“ in Berlin ausgebildet hatte, wurde sie 1917 in einem Lazarett in Lüttich tätig.
Im Oktober 1918 begann sie an der Gewerbeschule Braunschweig ihre Ausbildung zur Fotografin und besuchte von 1919 bis 1922 die Kunstgewerbeschule am Lerchenfeld in Hamburg.
In den Goldenen Zwanziger Jahren ließ sich Heise 1924 als freie Fotografin in Hannover nieder und arbeitete ab demselben Jahr bis 1927 für das Unternehmen Günter Wagner („Pelikan“). Von 1928 bis 1934 war Aenne Heise für die Illustrierte Zeitung tätig, eine Beilage des Hannoverschen Anzeigers.
Ihre Werkstatt hatte sie laut Atelier-Stempel zeitweilig in der Heinrich-Schütz-Straße 15.
Hatte sich Aenne Heise am Beginn ihrer Fotografen-Karriere mit Porträt- und Landschaftsfotografien beschäftigt, spezialisierte sie sich dann auf Architektur-, Kunstgewerbe- und Modefotografie. Insbesondere in der Zeit des Nationalsozialismus erhielt sie ihre Aufträge aus dem kunsthandwerklichen Bereich.
Nach dem Zweiten Weltkrieg war Aenne Heise 1949 Mitbegründerin der Arbeitsgemeinschaft „Kunsthandwerk in Niedersachsen“.

## Werke (unvollständig) und Nachlass
Aenne Heises Nachlass befindet sich im Historischen Museum Hannover. Bekannt ist außerdem:
- Grete Kilian: Kleider machen Leute. Anregungen und Winke allen Wandervögeln gewidmet. Innenaufnahmen von Aenne Heise, Freilichtaufnahmen von Wilm Höpfner, Hamburg: Saal, 1920, DNB 999850369.

## Ehrungen
Nachdem der Rat der Stadt Hannover 1999 beschlossen hatte, neue Straßen überwiegend nach Frauen zu benennen, die in der Geschichte der Stadt eine bedeutende Rolle gespielt haben, wurde im August 2011 eine Broschüre herausgegeben, die Angaben über bisherige Straßenbenennungen nach weiblichen Persönlichkeiten gibt und eine Reihe von Personen listet, nach denen zukünftig Straßenbenennungen erfolgen sollten. Unter letzteren ist auch eine Kurzbiographie zu Aenne Heise enthalten.